# Kemarley Brown
Kemarley Brown (20 juli 1992) is een Bahreins sprinter van Jamaicaanse afkomst. Hij nam eenmaal deel aan de Olympische Zomerspelen.

## Biografie
In 2016 nam Brown voor Bahrein deel aan de Olympische Spelen van 2016 in Rio de Janeiro. Op de 100 m kon hij zich kwalificeren voor de halve finale. In de derde halve finale eindigde hij op de vijfde plaats, waarmee hij zich niet kon kwalificeren voor de finale.

## Persoonlijke records
Outdoor
| Onderdeel | Prestatie | Datum         | Plaats |
| --------- | --------- | ------------- | ------ |
| 100 m     | 9,93      | 17 mei 2014   | Walnut |
| 200 m     | 20,38     | 18 april 2014 | Walnut |

## Palmares

### 100 m
- 2016: 5e in ½ fin. OS - 10,13 s